# Parc Nacional de Nuuksio
El parc nacional de Nuuksio (Nuuksion kansallispuisto en finès, Noux nationalpark en suec) és un dels 35 parcs nacionals de Finlàndia. Establert l'any 1994, el parc és entre els municipis d'Espoo, Kirkkonummi i Vihti. El nom prové del districte de Nuuksio situat a la ciutat d'Espoo. Al parc es pot arribar mitjançant el transport públic des de les ciutats de Hèlsinki i Espoo. L'esquirol volador siberià (Pteromys volans) és l'emblema del parc.

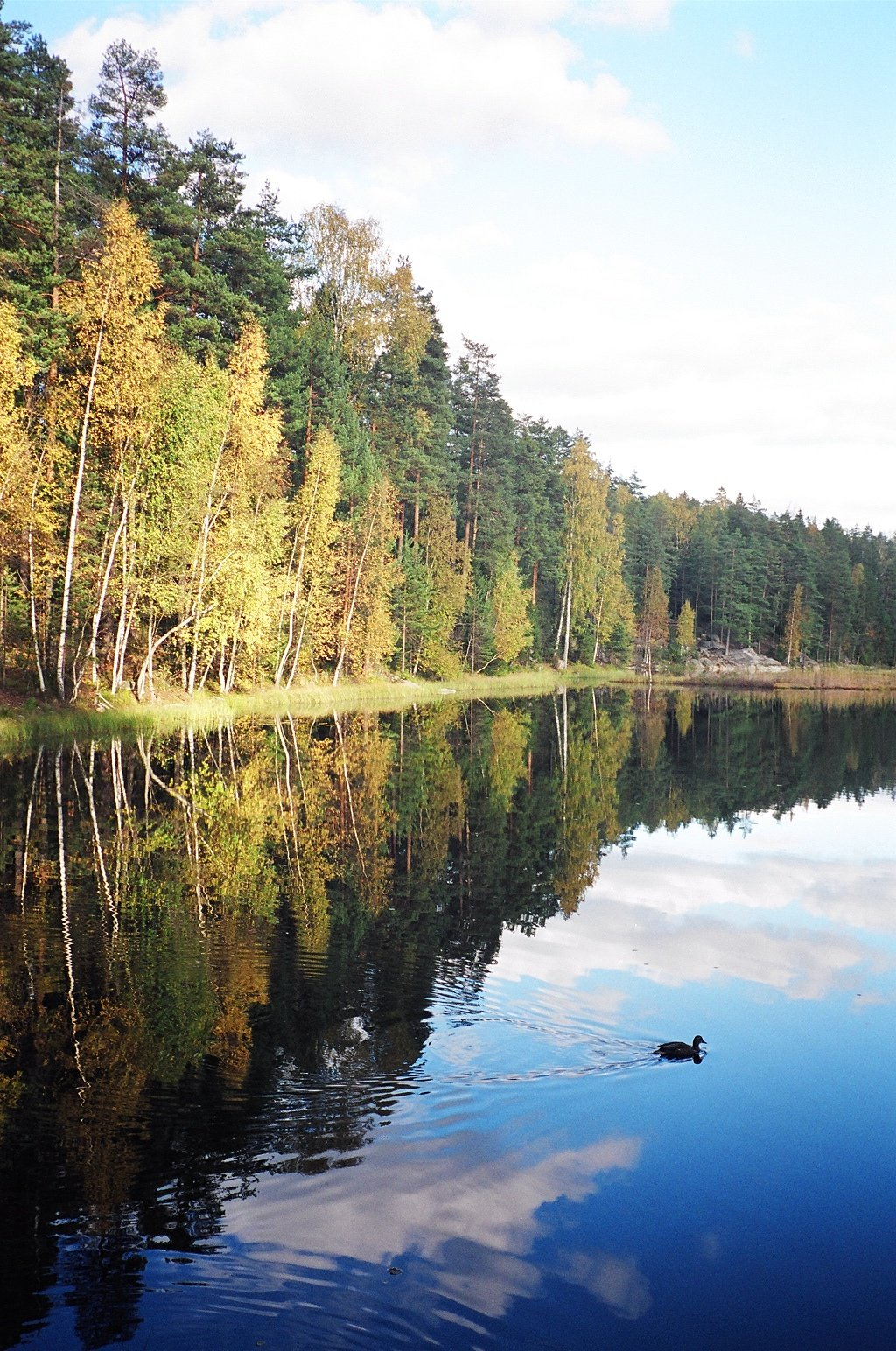
El parc durant la tardor